# Bulbine semibarbata
Bulbine semibarbata es una especie de planta herbácea perteneciente a la familia Xanthorrhoeaceae, subfamilia Asphodeloideae, que se encuentra en Australia.

## Descripción
Es una planta herbácea anual, que alcanza un tamaño de 50 cm de altura, con raíces fibrosas. Las hojas, unas 5-20, tienen 1.5-27 cm de largo, con un diámetro de 5 mm, son glabras. La inflorescencia en forma de racimo de 2-23 cm de largo, con unas 35 flores. El fruto es una cápsula de 2-5 mm de largo; con semillas de 2 mm de largo.

## Distribución y hábitat
Crece cerca de la costa y en el interior en los afloramientos de granito y los márgenes de lagos salados de Australia, en Queensland.

## Taxonomía
Bulbine semibarbata fue descrita por primera vez por Robert Brown en el año 1810 y publicado en Prodromus Florae Novae Hollandiae, con el nombre de Anthericum semibarbatum. Once años más tarde, Adrian Hardy Haworth la transfirió a Bulbine en Supplementum Plantarum Succulentarum ... 33, en el año 1821.
Sinonimia
- Amaryllis semibarbata (R.Br.) Steud.
- Anthericum semibarbatum R.Br.
- Bulbine floribunda Schrad. ex Benth.
- Bulbine semibarbata f. gracilescens Domin
- Bulbinopsis semibarbata (R.Br.) Borzì
- Phalangium semibarbatum (R.Br.) Kuntze
- Triglochin racemosa Endl.[5]